# آداموفکا (باشقیرستان)
آداموفکا (به لاتین: Adamovka) یک منطقهٔ مسکونی در روسیه است که در باشقیرستان واقع شده‌است.